# Cymbiodyta rotunda
Cymbiodyta rotunda är en skalbaggsart som först beskrevs av Thomas Say 1825.  Cymbiodyta rotunda ingår i släktet Cymbiodyta och familjen palpbaggar. Inga underarter finns listade i Catalogue of Life.